# Miguel Márquez Soler
Miguel Márquez Soler (Cuevas de Vera, 13 de abril de 1896), fue un militar, agricultor y poeta español.

## Biografía
Miguel Márquez y Soler nació en Cuevas de Vera, el 13 de abril de 1896, hijo de Pedro Márquez y González-Grano de Oro y su mujer María de la O Soler Flores, ambos descendientes de principales familias de la región, dedicadas a la agricultura y a las explotaciones mineras. Fue su abuela materna la filántropa María de la O Flores Fernández.
Cursó el bachillerato en el colegio dominico de Nuestra Señora del Carmen en Cuevas (fundado a instancias de su abuela), para posteriormente formarse como militar en la Academia de Ingenieros de Guadalajara. En su juventud veraneó en las playas de Garrucha junto a otros posteriores artistas y poetas como Juan Cuadrado Ruiz y José María Álvarez de Sotomayor, este último su pariente.
Como militar, tomó parte en la guerra del Rif. Se dedicó también a la agricultura en su finca de Cupillas cerca de Cuevas del Almanzora.
Contrajo matrimonio con doña Carmen García.

### Carrera literaria
Conocí a Miguel Márquez una tarde gris, en que debido a mi estado de salud me encontraba falto de fuerzas y con el espíritu aún más enfermo que mi carne. Charlamos y como cosa natural, las musas hicieron su aparición y al hacer al poeta una pequeña insinuación para conocer su labor, con su proverbial gentileza accedió a mi ruego, recitándome de una manera estupenda, varias de sus maravillosas composiciones, ante las cuales pareció que hasta recobraba mis energías debido al milagro de su poesía. No sé que se puede admirar más en este vate, sí la emoción, la sinceridad, la musicalidad o el colorido digno de la paleta de un genial pintor
Francisco Villaespesa

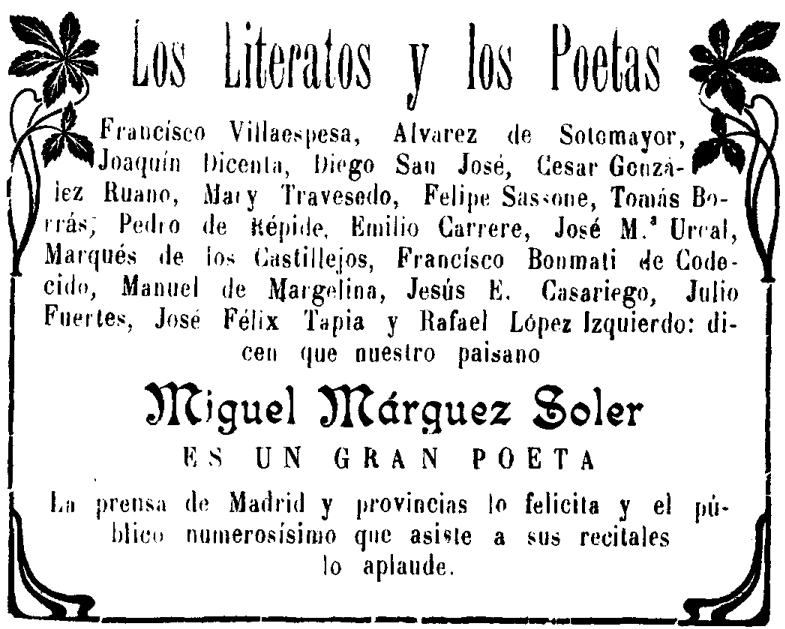
Felicitaciones de literatos a Miguel Márquez. El Censor, 18 de junio de 1935.

En 1935, siendo director de obras del entonces aeródromo de Agoncillo (hoy aeropuerto) dio un aclamado recital en el Ateneo de Logroño. El mismo año fue presentado por César González-Ruano ante la Unión Ibero-Americana.

## Obras
- Mensajeras (Bilbao, 1935)
- Mi cantar de los cantares. Coplas y romances